# Сезар (кинопремия, 1976)
1-я церемония вручения наград премии «Сезар» (также известной как Ночь Сезара (фр. Nuit des César)) за заслуги в области французского кинематографа за 1975 год состоялась 3 апреля 1976 года  во Дворце конгресса (Париж, Франция). Президентом первой церемонии выступил актёр Жан Габен.
Военная драма Робера Энрико «Старое ружьё», выдвинутая на премию в 9 номинациях, была признана лучшим фильмом года, взяв также призы ещё в двух категориях: за лучшую мужскую роль (Филипп Нуаре) и лучшую музыку к фильму. Наибольшее число наград (4) собрала историческая драма Бертрана Тавернье «Пусть начнётся праздник», получившая признание в номинациях: за лучшую режиссуру, сценарий, мужскую роль второго плана (Жан Рошфор) и лучшие декорации.

## Список лауреатов и номинантов
Количество наград/номинаций:
- 3/9: «Старое ружьё»
- 4/7: «Пусть начнётся праздник»
- 1/4: «Кузен, кузина» / «Семь смертей по рецепту»
- 0/4: «Дикарь»
- 1/3: «Главное — любить»
- 0/3: «История Адели Г.» / «Песня Индии» / «Прощай, полицейский»
- 2/2: «Чёрная луна»
- 0/2: «Галеты из Понт-Авена» / «Плоть орхидеи»
- 1/1: «Воспоминания о Франции» / «Запах женщины»

### Основные категории
• Лауреаты выделены отдельным цветом. 
| Категории                                                                             | Лауреаты и номинанты                                                           | Лауреаты и номинанты                                                  |                                                                 |
| ------------------------------------------------------------------------------------- | ------------------------------------------------------------------------------ | --------------------------------------------------------------------- | --------------------------------------------------------------- |
| Лучший фильм                                                                          | • Старое ружьё / Le Vieux Fusil (режиссёр: Робер Энрико)                       | • Старое ружьё / Le Vieux Fusil (режиссёр: Робер Энрико)              |                                                                 |
| Лучший фильм                                                                          | • Кузен, кузина / Cousin, Cousine (режиссёр: Жан-Шарль Таккелла)               |                                                                       |                                                                 |
| Лучший фильм                                                                          | • Пусть начнётся праздник / Que la fête commence… (режиссёр: Бертран Тавернье) |                                                                       |                                                                 |
| Лучший фильм                                                                          | • Семь смертей по рецепту / Sept morts sur ordonnance (режиссёр: Жак Руффио)   |                                                                       |                                                                 |
| Лучший режиссёр                                                                       |                                                                                | • Бертран Тавернье за фильм «Пусть начнётся праздник»                 |                                                                 |
| Лучший режиссёр                                                                       | • Франсуа Трюффо — «История Адели Г.»                                          |                                                                       |                                                                 |
| Лучший режиссёр                                                                       | • Жан-Поль Раппно — «Дикарь»                                                   |                                                                       |                                                                 |
| Лучший режиссёр                                                                       | • Робер Энрико — «Старое ружьё»                                                |                                                                       |                                                                 |
| Лучший актёр                                                                          |                                                                                | • Филипп Нуаре — «Старое ружьё» (за роль Жюльена Дандьё)              |                                                                 |
| Лучший актёр                                                                          | • Жерар Депардьё — «Семь смертей по рецепту» (за роль д-ра Жана-Пьера Берга)   |                                                                       |                                                                 |
| Лучший актёр                                                                          | • Виктор Лану — «Кузен, кузина» (за роль Людовика)                             |                                                                       |                                                                 |
| Лучший актёр                                                                          | • Жан-Пьер Марьель — «Галеты из Понт-Авена» (фр.) (за роль Анри Серена)        |                                                                       |                                                                 |
| Лучшая актриса                                                                        |                                                                                | • Роми Шнайдер — «Главное — любить» (за роль Надин Шевалье)           |                                                                 |
| Лучшая актриса                                                                        | • Изабель Аджани — «История Адели Г.» (за роль Адели Гюго)                     |                                                                       |                                                                 |
| Лучшая актриса                                                                        | • Катрин Денёв — «Дикарь» (за роль Нелли Ратабу)                               |                                                                       |                                                                 |
| Лучшая актриса                                                                        | • Дельфин Сейриг — «Песня Индии» (фр.) (за роль Анн-Мари Стреттер)             |                                                                       |                                                                 |
| Лучший актёр второго плана                                                            |                                                                                | • Жан Рошфор — «Пусть начнётся праздник» (за роль аббата Дюбуа)       |                                                                 |
| Лучший актёр второго плана                                                            | • Жан Буиз — «Старое ружьё» (за роль Франсуа)                                  |                                                                       |                                                                 |
| Лучший актёр второго плана                                                            | • Патрик Девер — «Прощай, полицейский» (за роль инспектора Лефевра)            |                                                                       |                                                                 |
| Лучший актёр второго плана                                                            | • Виктор Лану — «Прощай, полицейский» (за роль Пьера Лардатта)                 |                                                                       |                                                                 |
| Лучшая актриса второго плана                                                          |                                                                                | • Мари-Франс Пизье — «Кузен, кузина» и «Воспоминания о Франции» (фр.) |                                                                 |
| Лучшая актриса второго плана                                                          | • Андреа Ферреоль (фр.) — «Галеты из Понт-Авена» (за роль мадам Ликуа)         |                                                                       |                                                                 |
| Лучшая актриса второго плана                                                          | • Изабель Юппер — «Алоиза» (фр.) (за роль Алоизы (в молодости))                |                                                                       |                                                                 |
| Лучшая актриса второго плана                                                          | • Кристина Паскаль — «Пусть начнётся праздник» (за роль Эмили)                 |                                                                       |                                                                 |
| Лучший сценарий, диалоги и адаптация (фр. Meilleur Scénario, Dialogues ou Adaptation) |                                                                                | • Жан Оранш (фр.), Бертран Тавернье — «Пусть начнётся праздник»       | • Жан Оранш (фр.), Бертран Тавернье — «Пусть начнётся праздник» |
| Лучший сценарий, диалоги и адаптация (фр. Meilleur Scénario, Dialogues ou Adaptation) | • Жан-Шарль Таккелла (фр.) — «Кузен, кузина»                                   |                                                                       |                                                                 |
| Лучший сценарий, диалоги и адаптация (фр. Meilleur Scénario, Dialogues ou Adaptation) | • Жорж Коншон (фр.), Жак Руффио — «Семь смертей по рецепту»                    |                                                                       |                                                                 |
| Лучший сценарий, диалоги и адаптация (фр. Meilleur Scénario, Dialogues ou Adaptation) | • Робер Энрико, Паскаль Жарден (фр.) — «Старое ружьё»                          |                                                                       |                                                                 |
| Лучшая музыка к фильму                                                                | • Франсуа де Рубэ (фр.) (посмертно) — «Старое ружьё»                           | • Франсуа де Рубэ (фр.) (посмертно) — «Старое ружьё»                  |                                                                 |
| Лучшая музыка к фильму                                                                | • Карлос Д’Алессио (фр.) — «Песня Индии»                                       |                                                                       |                                                                 |
| Лучшая музыка к фильму                                                                | • Филипп II Орлеанский (посмертно), Антуан Дюамель — «Пусть начнётся праздник» |                                                                       |                                                                 |
| Лучшая музыка к фильму                                                                | • Поль де Сенневиль, Оливье Туссэн (фр.) — «У савана нет карманов» (фр.)       |                                                                       |                                                                 |
| Лучший монтаж                                                                         | • Женевьева Виндинг (фр.) — «Семь смертей по рецепту»                          | • Женевьева Виндинг (фр.) — «Семь смертей по рецепту»                 |                                                                 |
| Лучший монтаж                                                                         | • Жан Равель (фр.) — «Прощай, полицейский»                                     |                                                                       |                                                                 |
| Лучший монтаж                                                                         | • Кристиана Лак (фр.) — «Главное — любить»                                     |                                                                       |                                                                 |
| Лучший монтаж                                                                         | • Мари-Жозеф Йойотт (фр.) — «Дикарь»                                           |                                                                       |                                                                 |
| Лучший монтаж                                                                         | • Ева Зора — «Старое ружьё»                                                    |                                                                       |                                                                 |
| Лучшая работа оператора                                                               | • Свен Нюквист — «Чёрная луна»                                                 | • Свен Нюквист — «Чёрная луна»                                        |                                                                 |
| Лучшая работа оператора                                                               | • Пьер Ломм — «Плоть орхидеи» (фр.)                                            |                                                                       |                                                                 |
| Лучшая работа оператора                                                               | • Пьер Ломм — «Дикарь»                                                         |                                                                       |                                                                 |
| Лучшая работа оператора                                                               | • Этьен Бекер (фр.) — «Старое ружьё»                                           |                                                                       |                                                                 |
| Лучшие декорации (фр. Meilleurs décors)                                               | • Пьер Гюффруа — «Пусть начнётся праздник»                                     | • Пьер Гюффруа — «Пусть начнётся праздник»                            |                                                                 |
| Лучшие декорации (фр. Meilleurs décors)                                               | • Ришар Педуцци (фр.) — «Плоть орхидеи»                                        |                                                                       |                                                                 |
| Лучшие декорации (фр. Meilleurs décors)                                               | • Жан-Пьер Кою-Свелко (фр.) — «История Адели Г.»                               |                                                                       |                                                                 |
| Лучшие декорации (фр. Meilleurs décors)                                               | • Жан-Пьер Кою-Свелко — «Главное — любить»                                     |                                                                       |                                                                 |
| Лучший звук                                                                           | • Нара Коллери, Люк Перини (фр.) — «Чёрная луна»                               | • Нара Коллери, Люк Перини (фр.) — «Чёрная луна»                      |                                                                 |
| Лучший звук                                                                           | • Харальд Мори (фр.), Харрик Мори — «Чело-век» (фр.)                           |                                                                       |                                                                 |
| Лучший звук                                                                           | • Мишель Вьёне — «Песня Индии»                                                 |                                                                       |                                                                 |
| Лучший звук                                                                           | • Бернар Обуи (фр.) — «Старое ружьё»                                           |                                                                       |                                                                 |
| Лучший иностранный фильм (фр. Meilleur film étranger)                                 | • Запах женщины / Profumo di donna (Италия, режиссёр: Дино Ризи)               | • Запах женщины / Profumo di donna (Италия, режиссёр: Дино Ризи)      |                                                                 |
| Лучший иностранный фильм (фр. Meilleur film étranger)                                 | • Агирре, гнев божий / Aguirre, der Zorn Gottes (ФРГ, режиссёр: Вернер Херцог) |                                                                       |                                                                 |
| Лучший иностранный фильм (фр. Meilleur film étranger)                                 | • Волшебная флейта / Trollflöjten (Швеция, режиссёр: Ингмар Бергман)           |                                                                       |                                                                 |
| Лучший иностранный фильм (фр. Meilleur film étranger)                                 | • Нэшвилл / Nashville (США, режиссёр: Роберт Олтмен)                           |                                                                       |                                                                 |

### Специальная награда
| Награда          | Лауреаты      | Лауреаты         |
| ---------------- | ------------- | ---------------- |
| Почётный «Сезар» |               | • Ингрид Бергман |
| Почётный «Сезар» | • Дайана Росс |                  |